# Rendez vous (Inna)
Rendez vous  è un singolo della cantante rumena Inna, pubblicato il 12 febbraio 2016 come sesto estratto dal quarto album in studio Inna.

## Descrizione
Rendez vous è un brano dance, ed è stato scritto da Andrew Frampton, Inna e Thomas Joseph Rozdilsky mentre la produzione è dei Play & Win. Il video musicale della canzone è uscito su YouTube il 4 febbraio 2016 prima della sua pubblicazione come singolo ufficiale, registrato in Costa Rica e mostra inoltre tanti aspetti tipici del medesimo paese centroamericano.

## Tracce
Testi e musiche di Andrew Frampton, Inna e Thomas Joseph Rozdilsky.
1. Rendez vous – 3:09